# Itterswiller
Itterswiller é uma comuna francesa na região administrativa de Grande Leste, no departamento Baixo Reno. Estende-se por uma área de 1,18 km². Em 2010 a comuna tinha 241 habitantes (densidade: 204,2 hab./km²).